# 278200 Olegpopov
278200 Olegpopov este un asteroid din centura principală de asteroizi.

## Descriere
278200 Olegpopov este un asteroid din centura principală de asteroizi. A fost descoperit pe 11 martie 2007 la Wildberg de Rolf Apitzsch. Asteroidul prezintă o orbită caracterizată de o semiaxă mare de 3,03 ua, o excentricitate de 0,14 și o înclinație de 4,7° în raport cu ecliptica.